# Lukáš Jůza
Lukáš Jůza (* 3. dubna 1979 Karlovy Vary) je český herec, spisovatel a scenárista.

## Životopis
Vystudoval 1. české gymnázium v Karlových Varech, poté činoherní herectví na DAMU. První angažmá absolvoval ve Středočeském divadle Kladno. Od roku 2005 hraje v divadelním spolku Kašpar působícím v Divadle v Celetné. Hostoval v pražském Rokoku a Divadle F. X. Šaldy v Liberci.
Jako herec účinkuje v divadle, filmech, televizi i reklamách. Před kamerou debutoval ve filmu Bestiář režisérky Ireny Pavláskové, do širšího diváckého povědomí se vepsal účinkováním v televizním seriálu Ulice, kde hrál postavu Romana Šámala, ženatého partnera Terezy Jordánové (Patricie Solaříková).
Vedle herectví se věnuje literatuře, scenáristice, sporadicky i divadelní režii.